# Anrocament
Anrocamentul este un material de construcție alcătuit din blocuri de piatră sau din bolovani, care servește la consolidarea unor lucrări (taluzuri, fundații) sau ca material de bază pentru unele construcții (diguri, baraje).

## Etimologie
Denumirea acestui material de construcție provine din limba franceză, substantivul enrochement semnificând un ansamblu realizat din roci.

## Caracteristici
Specificațiile agregatelor pentru anrocamente „obținute pornind de la materiale naturale, artificiale și reciclate, și amestecuri ale acestora” sunt stabilite prin standardul SR EN 13383-1 din februarie 2003, traducere în limba română a versiunii engleze a standardului EN 13383-1:2002. SR EN 13383-1 a fost corectat printr-o erată publicată pe 9 decembrie 2004.
Agregatele naturale pentru anrocamente sunt cele de origine minerală rezultate în urma unui proces de prelucrare exclusiv mecanic. Agregatele artificiale sunt cele rezultate în urma unui proces industrial care include tratamente termice sau alte modificări, iar agregatele reciclate sunt cele care rezultă prin transformarea materialelor utilizate anterior în construcții.
Din punct de vedere al masei, există agregate ușoare pentru anrocamente, cu limita superioară de masă între 25 kg și 500 kg, și agregate grele, care au limita inferioară de masă 500 kg. Standardul SR EN 13383-1 stabilește și caracteristicile geometrice, fizice, chimice și de durabilitate al acestor agregate, precum și modul de marcare și etichetare, respectiv felul cum trebuie denumite. Principalele caracteristici geometrice sunt granulozitatea, forma și proporția de suprafețe rupte sau sparte. Principalele caracteristici fizice sunt densitatea blocurilor, rezistența la fragmentare și la uzură sau culoarea. Caracteristicile chimice includ procentele de impurități sau de constituenți solubili în apă. Printre caracteristicile de durabilitate se numără absorbția de apă, rezistența la îngheț-dezgheț, rezistența la cristalizarea sărurilor sau deteriorările apărute ca urmare a acțiunii soarelui.

## Destinații

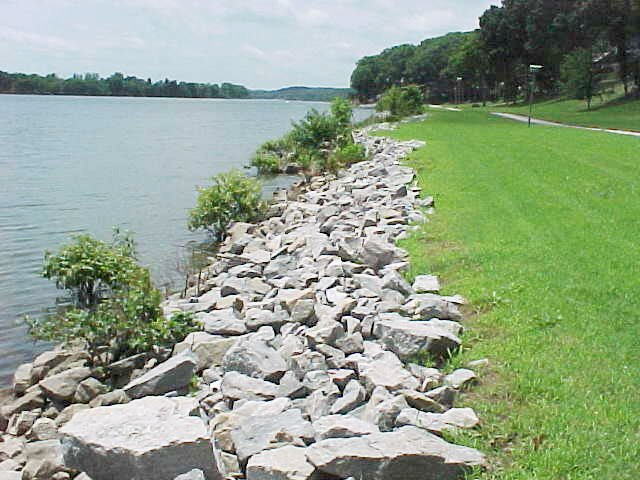
Exemplu de anrocamente tip Riprap

Anrocamentele sunt des întâlnite la lucrările de terasamente, în structuri de susținere a unui teren în pantă pentru a evita alunecările, sau pentru a proteja un teren contra eroziunilor. Uneori, anrocamentele pot fi folosite și în simplu scop peisagistic.
Anrocamentele pentru terasamente sunt structuri de protecție longitudinală construite pentru susținerea taluzurilor, versanților sau malurilor unor cursuri de apă, a corpurilor drumurilor, respectiv pentru sprijinirea sau înălțarea terasamentelor de căi ferate. Anrocamentele de tip Riprap plasate pe taluzul amonte al unor ape protejează rambleul contra riscului de eroziune provocat de valuri.
Anrocamentele de susținere reprezintă o alternativă la zidurile de sprijin clasice, betonate, sau la sprijinirea cu palplanșe, și au rolul de a susține un teren în pantă. Zidurile de anrocamente sunt folosite adesea deasupra unei construcții, atunci când în versantul sau dealul din apropierea sa a avut loc o decapare sau excavare, spre exemplu atunci când din versant au fost extrase cantități de pământ și pietre pentru efectuarea unor lucrări de terasamente înainte de construcție. Blocurile de anrocamente sunt așezate unul peste altul perpendicular pe terasa pe care e situată construcția, iar riprapul astfel realizat menține versantul și previne alunecări de teren peste clădire. Ziduri de anrocamente pot fi construite și sub nivelul unei clădiri. Dacă aceasta este situată pe o terasă în vârful unui teren în pantă, blocurile de piatră sunt dispuse unul peste altul, urmând panta terenului. Acest procedeu se folosește pentru evitarea alunecărilor de teren sub construcție.
Anrocamentele împotriva eroziunii malurilor sunt folosite pentru a preveni eroziunea dunelor sau a terenurilor de coastă pe care sunt construite case. Digurile astfel realizate trebuie totuși întreținute și reparate în mod regulat, din cauza deteriorărilor cauzate de forța apelor.
Anrocamentele de grădină permit proprietarilor să-și decoreze terenul sau să realizeze suprafețe plane pe un teren inițial accidentat. Anrocamentele folosite în acest scop sunt în general de granulație mai mică decât cele folosite la zidurile de sprijin. Pentru a obține un efect estetic plăcut, proprietarii grădinilor pot folosi roci de diferite culori și sortimente (granit, gresie sau calcar).
Anrocamentele sunt însă folosite și pentru realizarea unor construcții hidrotehnice de dimensiuni foarte mari, cele mai importante fiind barajele. Un articol publicat în numărul 12, din 1 decembrie 1951, al revistei de specialitate Hidrotehnica, enumera principalele avantaje ale barajelor din anrocamente:
- Reducerea cheltuielilor de investiții, acest material de construcție fiind mult mai ieftin decât betonul armat;
- Evitarea necesității folosirii unor materiale speciale care sunt neînlocuit în alte tipuri de construcții;
- Folosirea la maximum a utilajelor de construcții existente, datorită simplității structurilor din anrocamente în raport cu cele din beton;
- Economia de manoperă calificată și folosirea în cât mai bune condiții a mânii de lucru necalificate.

Conform revistei Hidrotehnica, barajele de anrocamente sunt alcătuite „dintr-un corp permeabil de secțiune triunghiulară, format din blocuri neregulate de piatră și având un ecran sau o mască de etanșare”. Aceasta din urmă trebuie să fie complet impermeabilă, iar legătura dintre ea și stânca sau terenul impermeabil pe care se construiește barajul se realizează cu ajutorul unui corp din beton, numit vatra barajului, care pătrunde în stânca de bază sau în terenul impermeabil. Din punct de vedere constructiv, barajele din anrocamente sunt cu mască de etanșare în amonte sau cu mască de etanșare în centrul barajului.
Anrocamentele care alcătuiesc corpul barajului sunt și ele de două categorii: „aruncate” sau „în vrac”, constituite din blocuri de piatră de diferite dimensiuni, așezate în mod neregulat, de multe ori basculate de pe funiculare, camioane sau poduri de lucru, ceea ce conduce la un procent ridicat de goluri între ele, și „zidăria uscată”, unde blocurile sunt așezate în funcție de mărime, mecanic sau manual, și întrețesute astfel încât să fie redus cât mai mult procentul de goluri.
Cele mai mari baraje de anrocamente din România și printre cele mai mari din Europa sunt Gura Apelor și Pecineagu, însă există numeroase altele realizate total sau parțial din anrocamente, precum Frumoasa, Oașa, Vidra, Bolboci, Colibița, Cugir, Gozna sau Valea de Pești.

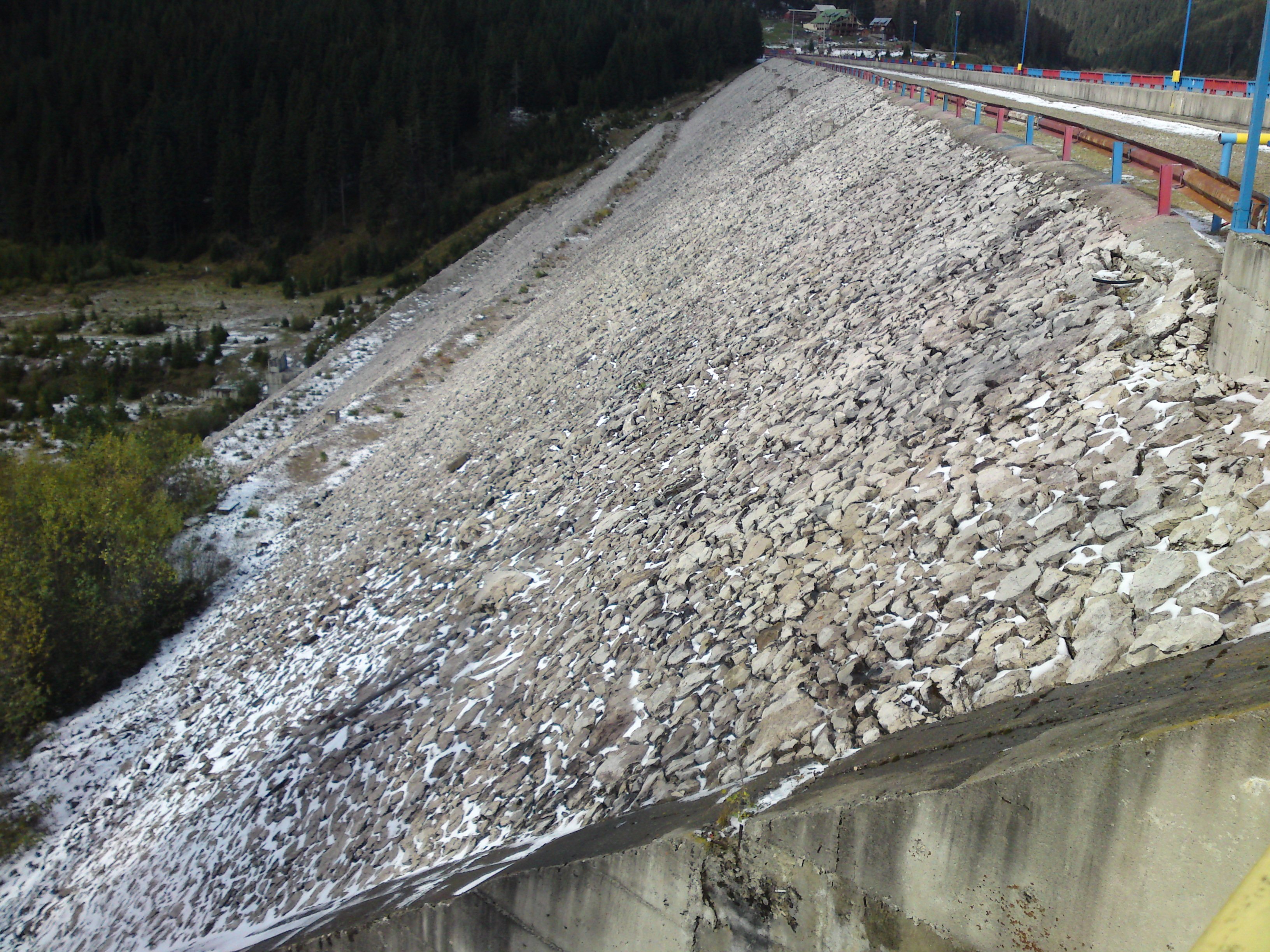
Vedere a anrocamentelor barajului Bolboci
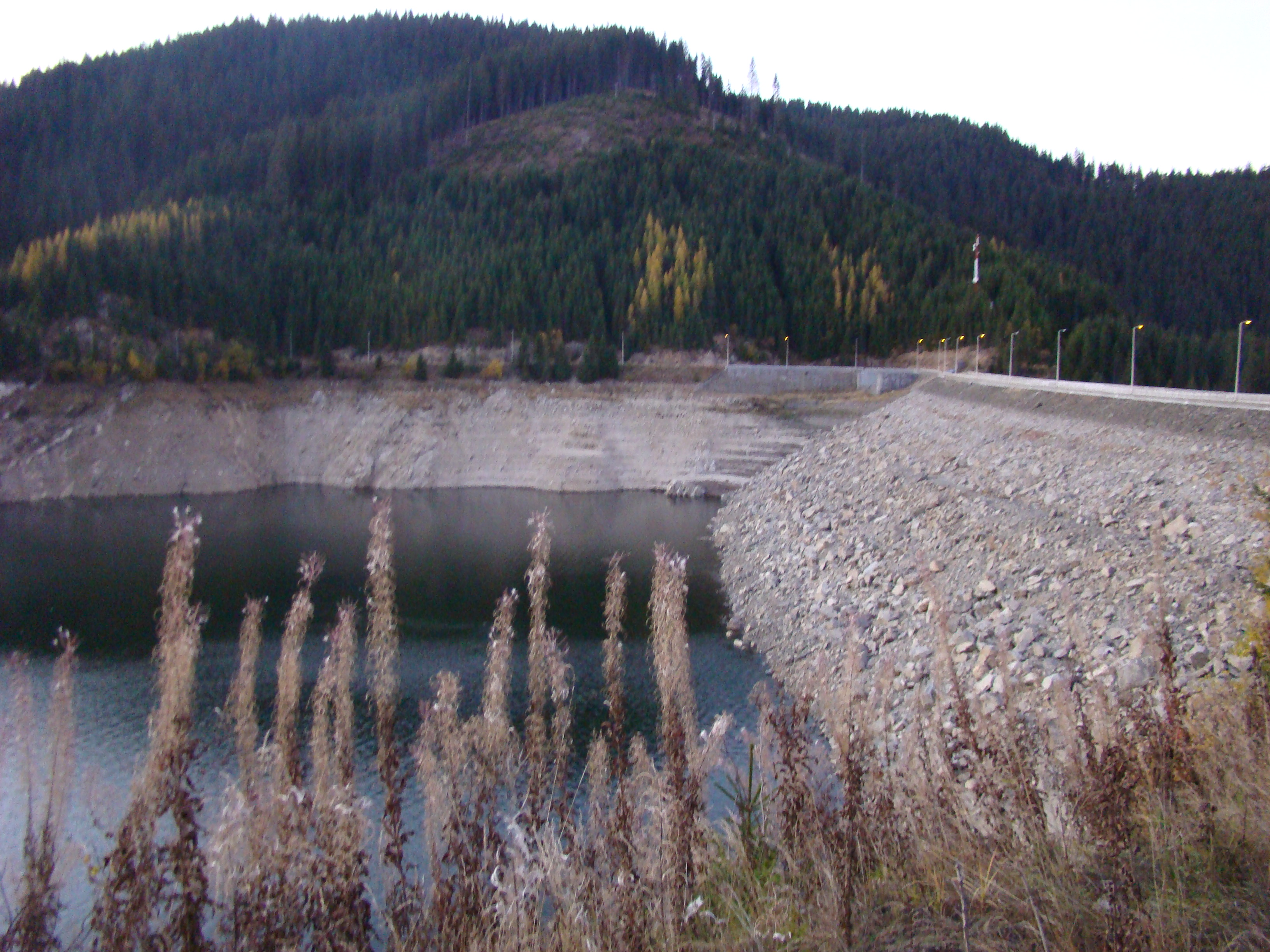
Barajul Vidra
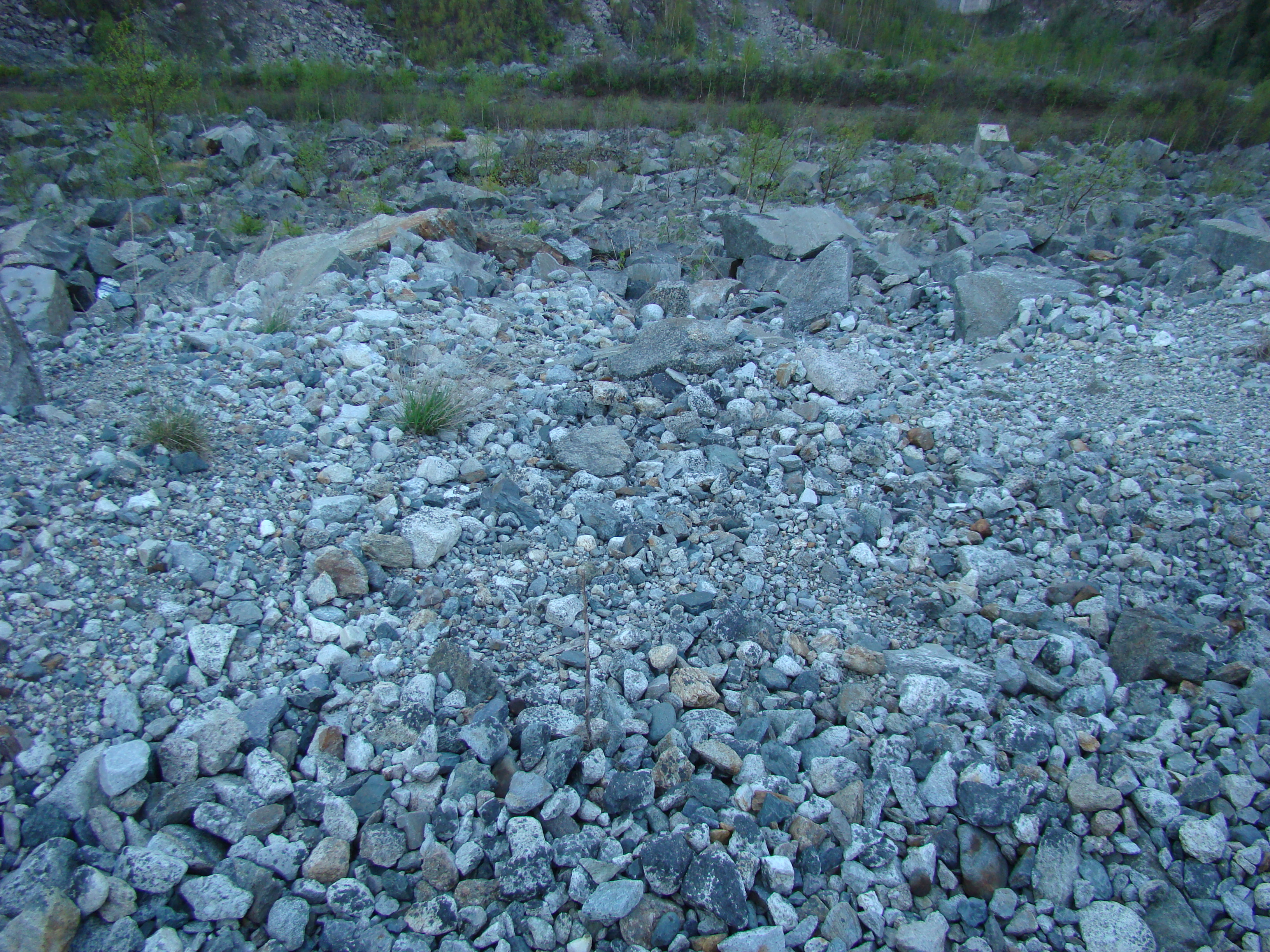
Anrocamente la barajul Gura Apelor
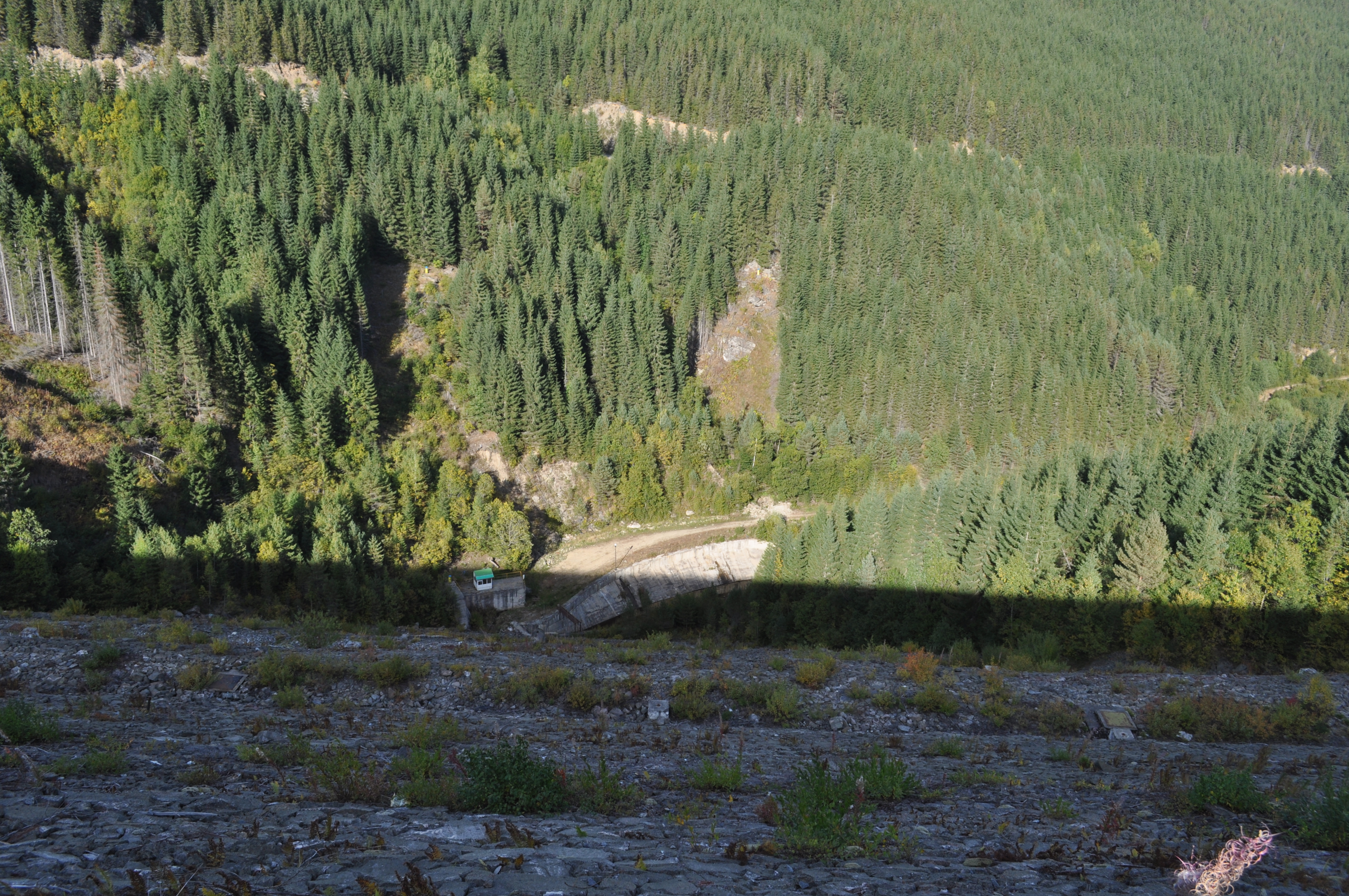
Anrocamentele barajului Oașa
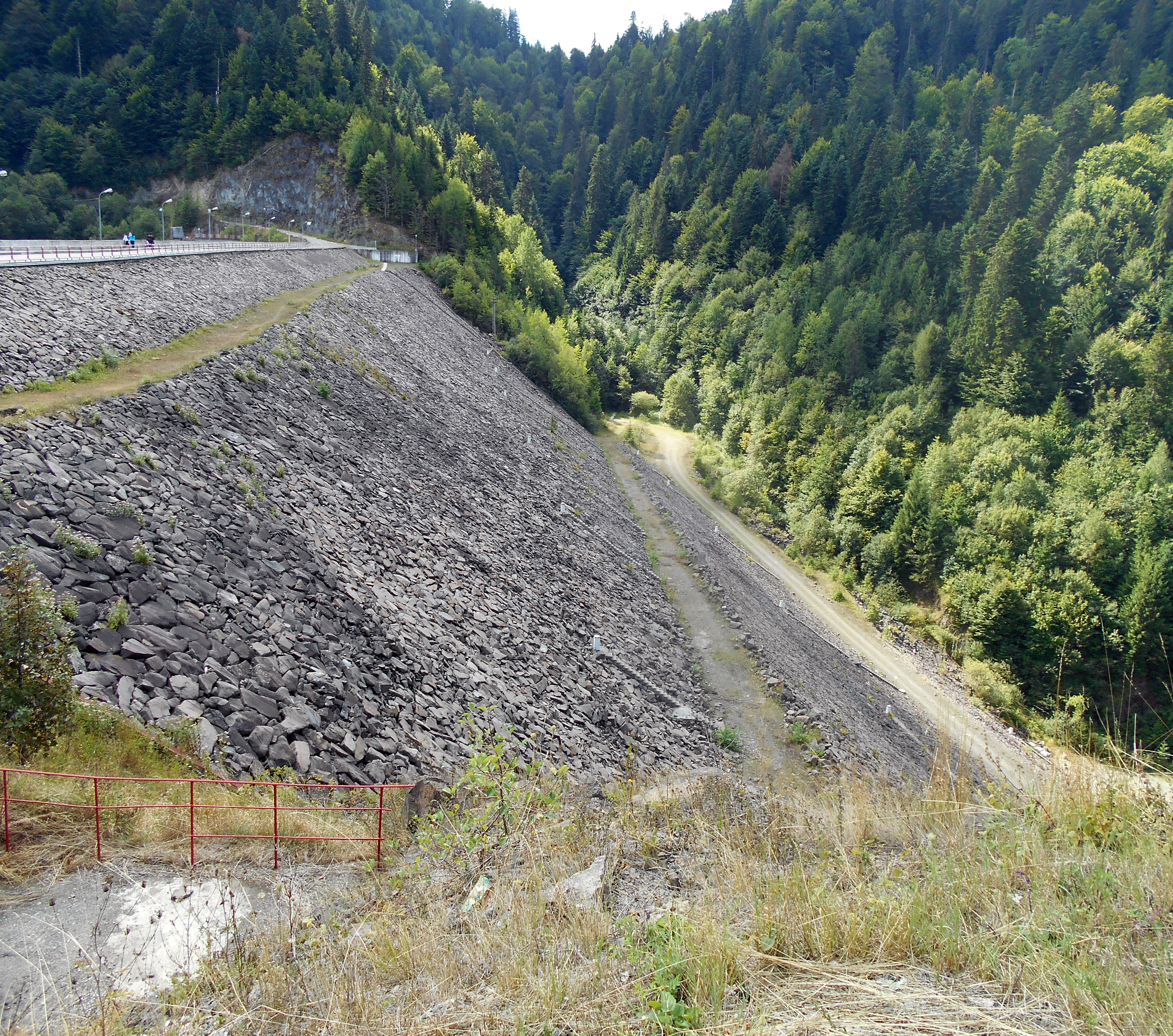
Barajul Colibița
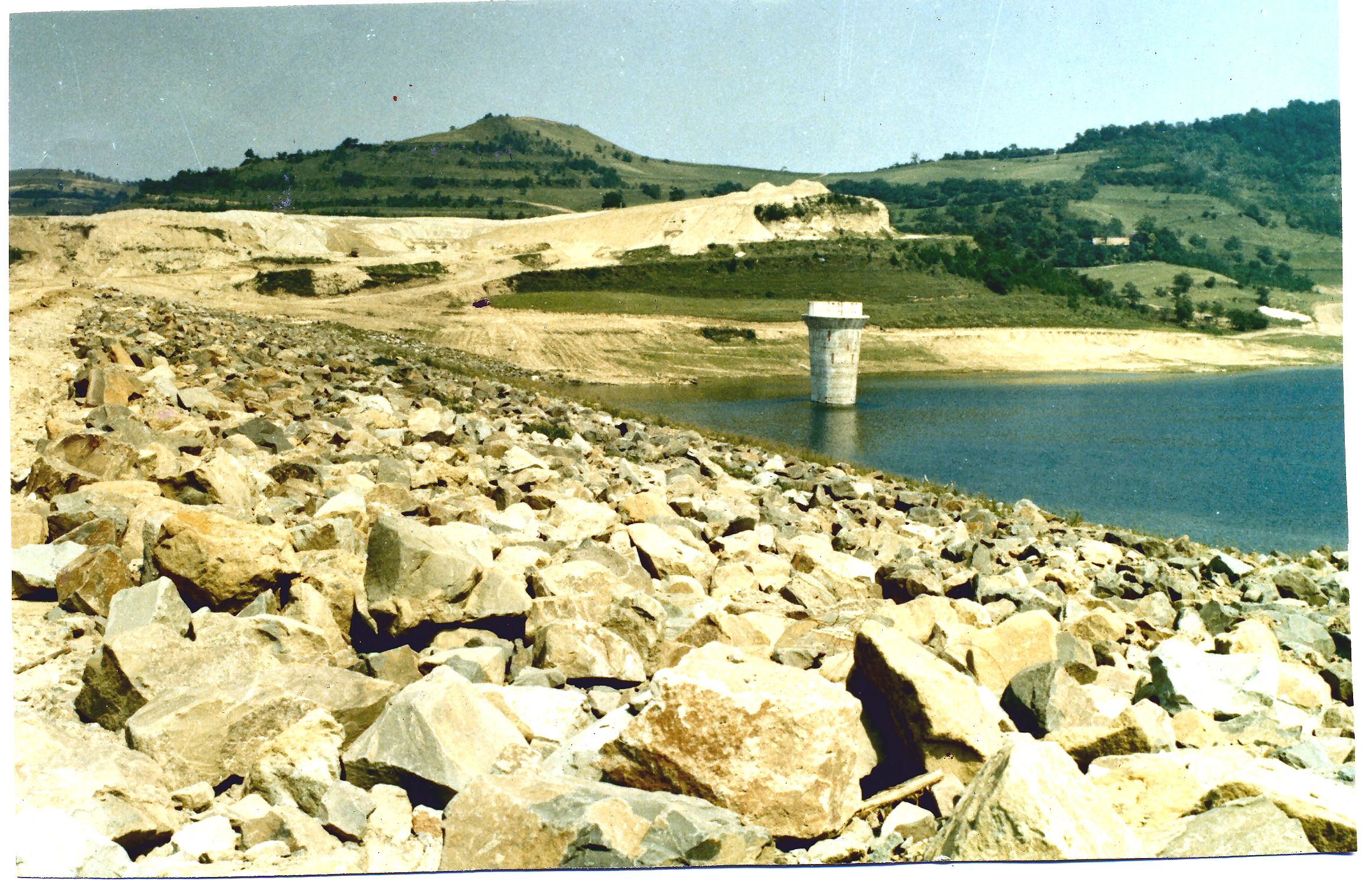
Anrocamentele barajului Ighiș